# 斯家场镇
斯家场镇，是中华人民共和国湖北省荆州市松滋市下辖的一个乡镇级行政单位。

## 行政区划
斯家场镇下辖以下地区：
宝竹桥社区、旗林村、舞龙山村、万年桥村、鞍子岭村、鸡笼观村、赶子幽村、小堰当村、杨家溶村、文家河村、白鹤山村、姜家岭村、黄家岭村和青竹湾村。

## 交通
- 焦柳铁路：赶子幽站